# Glivične kožne bolezni
Glivične kožne bolezni (ali kožne mikoze) so skupina bolezni, ki jih povzročajo okužbe z različnimi glivami. Spadajo med najpogostejše kožne bolezni in postajajo vse pogostejše zaradi naraščajoče uporabe širokospektralnih antibiotikov, povečevanja števila imunsko oslabljenih bolnikov in staranja populacije. Če glivičnih okužb ne zdravimo, se lahko širijo iz povrhnjih plasti kože v globlje, po telesu ali na druge ljudi. Nekatere okužbe lahko povzročajo tudi epidemije. Glivične okužbe kože se največkrat zdravi lokalno z antimikotiki, sistemsko pa se zdravi, če poteka okužba huje (npr. je več sprememb, je okuženo področje poraslo z dlakami ali lasmi...).

## Splošni podatki

### Razvrstitev gliv
Glive so povsod prisotni evkariotski mikroorganizmi, ki imajo v naravi zelo pomembno vlogo pri razgradnji in recikliranju organskih snovi. Od več kot 200.000 različnih gliv, ki jih danes poznamo, ja samo 150 takih, ki lahko potencialno škodijo ljudem in živalim. Od tega jih ima le 40 večji medicinski pomen.
Glive lahko razvrščamo na več načinov. Glede na njihov izgled (morfološko), jih delimo v dve večji skupini. Vlaknaste glive (ali puhaste glive) rastejo v obliki razvejanih vlaken (hif). Kvasovke pa so enocelični organizmi, ki se razmnožujejo z brstenjem. Glede na način razmnoževanja jih delimo na spolne (Zygomicota, Ascomycota in Basidiomycota) ter nespolne (Deuteromycota). Večina gliv, pomembnih v medicini, se razmnožuje nespolno.
Glive, ki povzročajo okužbe kože, poenostavljeno razvrščamo v tri skupine: dermatofite, kvasovke in plesni.

### Laboratorijska diagnostika
Temeljna za diagnozo glivičnih okužb sta mikroskopski pregled vzorca okužbe in gojenje (kultivacija) gliv na gojiščih. Pregledamo lahko vse telesne tekočine, izločke, kožne luske, lase, dlake, nohte in brise sluznic. Vzorec je treba odvzeti z roba sprememb, ker so tam vitalne (žive) glive.
Pod mikroskopom se vidijo posamezne hife ali spore, odvisno od vrste glive. Mikroskopski pregled je sicer hiter in preprost, a žal ni dovolj občutljiv (ne pove točno za katero vrsto glive gre). Občutljivost se lahko poveča z dodajanjem raznih barvil v vzorec.
Gojenje povzročitelja na gojišču (kultura) je ena izmed metod za identificiranje povzročitelja. Uporablja se posebno gojišče za glive (Sabouraudov agar), ki se mu doda širokospektralni antibiotik (prepreči rast bakterij) in cikloheksimid (prepreči rast večine plesni).
Pregled z Woodovo svetilko: Woodova svetilka je ultravijolična svetilka s steklenim filtrom, ki prepušča le UV svetlobo z valovno dolžino 365 nm. Nekatere glive lahko to svetlobo absorbirajo (vsrkajo) in jo odsevajo kot vidno fluorescenco različnih barv (odvisno od glive). Okužena področja kože se osvetljuje in pregleduje v zatemnjenem prostoru.

## Saprofitije - okužbe rožene plasti kože
Saprofitije so okužbe rožene plasti kože, najpogosteje s kvasovkami, redkeje z nekaterimi plesnimi. Vnetne spremembe na koži so blage ali pa jih sploh ni.

### Pityriasis versicolor ali tinea versicolor
Povzročitelj je Malassezia furfur, lipofilna kvasovka, ki se na koži pojavlja v dveh oblikah. V eni obliki (saprofitna, nemicelijska) je del normalne kožne flore, v drugi (micelijska) pa povzroča tineo versicolor. Za prehod v škodljivo (patogeno) obliko in nastanek bolezni so nujni nekateri dejavniki, kor je večja mastnost in vlažnost kože ali imunska oslabelost. Tinea versicolor se rada  ponavlja. Pogosteje se pojavlja pri ljudeh po 20. letu, ki se veliko potijo. Prenaša se tudi z oblačili. Obolevnost je večja v tropskih krajih.
Bolezen se kaže s pojavom številnih, nesrbečih, ostro omejenih okroglih lis, ki so rjavkasto rožnate in se drobno luščijo. Spremembe se pojavijo na zgornjem delu trupa, ramenih, vratu in zgornjih delih rok. Na porjaveli koži pa so spremembe brez pigmenta (nepigmentirane). Spremembe se lahko združujejo v večje nepravilne lise. Zdravljenje poteka vsaj 3 tedne z lokalnimiantimikotiki. Treba je tudi razkužiti oblačila, ki so v stiku s kožo. Ponovno obarvanje (repigmentacija) belkastih lis lahko traja več mesecev.

### Redkejše saprofitije
Te saprofitije se redkeje pojavljajo v naših krajih, pogostejše pa so v tropskih območjih.
- Trichomycosis nodosa (piedra)

To je bolezen dlak in las, ki jo povzroča kvasovka Trichosporon cutaneum in se med ljudmi prenaša z neposrednim stikom. Kaže se s pojavom belkastih zrnc na laseh ter dlakah brade in pazduhe. Okužba je v Evropi redka, razširjena je predvsem v subtropskih predelih. Zdravi se z lokalnimi antimikotiki in britjem las in dlak.
- Piedra nigra

To je bolezen, ki se pojavlja v tropskih predelih zaradi okužbe s plesnijo Piedraia hortae. Na laseh se pojavijo drobna črna zrnca.
- Tinea nigra

Tinea nigra je kronična okužba dlani in podplatov s plesnijo Exophiala werneckii. Na dlaneh in podplatih se pojavijo rjavkaste in črnikaste lise, ki so neenakomerno obarvane in praviloma ne povzročajo težav ali pa le blago srbijo. V Evropskih državah je redka.
- Otomycosis (otomikoza)

Otomikoza je okužba ušesa z glivami, najpogosteje kvasovkami ali plesnijo Aspergillus spec. Lahko je posledica seboroičnega dermatitisa, luskavice ali atopijskega dermatitisa na uhljih in v zunanjem sluhovodu. Svetuje se pregled pri otologu in antimikotiki s širokim spektrom delovanja.

## Dermatofitije – okužbe z dermatofiti
Dermatofitije so glivične okužbe kože z dermatofiti in jih s skupnim imenom imenujemo s tinea. Besedi tinea dodamo še mesto okužbe ter globino vnetja in tako dobimo celotno ime bolezni. Primeri so tinea pedis (okužba na stopalih), tinea corporis superficialis (povrhnja okužba telesa) itd.  Dermatofitije so najpogostejše glivične okužbe kože po vsem svetu. Glive, ki to bolezen povzročajo (dermatofiti), se hranijo s keratinom, ki se nahaja v roženi plasti kože, v dlakah in laseh. Ker v sluznicah in notranjih organih keratina ni, ne povzročajo okužb na teh mestih.
Kožne spremembe nastanejo zaradi razraščanja gliv v roženi plasti. Značilne obročaste spremembe nastanejo zaradi imunskega odziva gostitelja, ki v osrednjem delu spremembe odstrani dermatofite. Na izgled vpliva več dejavnikov, zlasti imunost gostitelja in mesto okužbe – vnetje je globlje in močnejše tam, kjer je več dlak oziroma las.
Po obliki nespolnih spor (makrokonidijev) delimo dermatofite v tri večje rodove: Microsporum, Trychophyton in Epidermophyton.
S kliničnega vidika je praktično razvrščanje dermatofitov glede na prostor, kjer se nahajajo;
- geofilni dermatofiti živijo v zemlji; z njimi se oseba okuži predvsem, kadar je v pogostem stiku z zemljo

Primer: M. gypseum
- zoofilni na živalih; z njimi se oseba okuži, kadar je v stiku z bolno živaljo, najpogosteje zbolevajo kmetje in veterinarji.

Primer: M. canis, T. mentagrophytes (nekateri sevi)
- antropofilni (humanofilni) pa se omejeni na človeka (človeški keratin); med ljudmi se prenašajo z neposrednim stikom ali posredno prek kožnih lusk (med družinskimi člani, v športnih objektih, kopališčih in zdraviliščih.

Primer: T. rubrum, T. mentagrophytes (nekateri sevi)
Pri okužbah z zoofilnimi dermatofiti se na koži pogosto pojavi močna vnetna reakcija, pri antropofilnih dermatofitih pa so okužbe praviloma subakutne ali kronične.

### Mikrosporija
Bolezen pogosto povzroča Microsporum canis in se na ljudi po navadi prenese z mačk, redkeje s psov. Redkejša povzročitelja mokrosporije sta M. gypseum (zoofilni dermatofit) in M. audouinii (antropofilni dermatofit). Vir okužbe so najpogosteje živali v okolici, obolevajo zlasti šolski otroci. Pogostejša je pri ženskem spolu ter od julija do oktobra.
Kaže se s pojavom kožnih sprememb predvsem na odkritih predelih telesa (udi, vrat, obraz, poleti tudi po trupu), vendar je lahko prizadeto tudi lasišče. Spremembe so na neporasli koži ostro omejene, okrogle, približno za kovanec velike, rožnate in z izrazitim rdečim robom. V sredini je sprememba bolj bleda, ker se vnetje tam že zmanjšuje (pojema). Spremembe se drobno luščijo, lahko se združujejo in zmerno srbijo. Kadar je prizadeto lasišče, se najprej pojavijo majhne, okrogle in luščeče s spremembe, rdečine ni, ali je le blaga. Kasneje se lasje lomijo nekaj mm nad lasiščem. Zdravi se z lokalnimi antimikotiki, lahko tudi s sistemskimi, če je potrebno. Svetuje se pregled domačih živali, otrokom pa se odvsevuje udeležbo pri šolski telovadbi in prepode plavanje v bazenih in kopališčih, dokler niso mikološki izvidi negativni.

### Dermatofitija telesa (Tinea corporis)
Tinea corporis je okužba kože trupa in udov z dermatofiti. V naših krajih jo najpogosteje povzorčajo glive iz skupine Microsporum ter Trichophyton mentagrophytes in T. rubrum. Najprej se pojavi manjša rožnata lisa (makula) ali bunčica (papula), ki se enakomerno širi na vse strani. Pozneje se pojavijo različno velike, okrogle ali obročaste spremembe rdečkaste barve ki se luščijo, v sredini pa se videz izboljšuje (centralna regresija). Bolezen se zdravi le z lokalnimi antimikotiki, vsaj 1 mesec.

### Dermatofitija glave (Tinea capitis)
Okužbo lasišča lahko povzročajo številni dermatofiti, vendar nekateri raje povzročajo okužbe na tem področju (imajo večjo afiniteto do las). To so T. violaceum, T. schoenleinii in M audouinii. Na Slovenskem večino okužb povzročajo zoofilni dermatofiti (M. canis v ca. 90%). Če okužbe lasišča ne zdravimo, lahko postane kronična. Pogosteje zbolevajo otroci. Razlikujemo povrhnjo in globoko okužbo. Pri povrhnji se pojavijo manjše okrogle spremembe, prekrite z manjšimi ali večjimi sivkastimi luskami, lasje pa so neenakomerno odlomljeni nekaj mm nad površino kože. Znakov vnetja ni ali so blagi. Pri globoki okužbi nastanejo različno velike vnetne spremembe z gnojnimi bunčicami in odlomljenimi lasmi. Na pritisk lahko iz sprememb izteka gnoj. Okužbe lasišča zdravimo s sistemskimi in lokalnimi antimikotiki. Lase je priporočljivo umivati z antimikotičnim šamponom.

### Dermatofitija brade (Tinea barbae)
Tineo brade najpogosteje povzročata zoofilna T. verrucosum in T. mentagrophyetes. Zbolevajo predvsem moški, ki so bili v stiku z okuženo živaljo. Na poraščenih delih obraza se pojavijo vnete bunčice (papule) ali gnojni mehurčki (pustule), iz katerih lahko teče gnoj. Prisotne so lahko tudi kraste, dlake pa so izpadle ali se z lahkoto izpulijo. Zdravi se sistemsko in lokalno z antimikotiki.

### Dermatofitija obraza (Tinea faciei)
Najpogostejši povzročitelj obrazne tinee na Slovenskem je M. canis. Na videz sprememb poleg same okužbe pogostov vpliva še dražilen učinek kozmetike in UV sevanja, kar tudi otežuje diagnozo. Pojavijo se različno oblikovane spremembe, pogosto brez luščenja, lahko pa imajo privzdignjen rob. Na pordeli spremembi so mehurčki (vezikule) in bunčice (papule), ali pa le rdečkaste ploskve. Zdravi se z lokalnimi antimikotiki, kronične oblike pa s sistemskimi.

### Dermatofitija dimelj (Tinea inguinalis)
Tineo inguinalis (tudi tinea cruris) povzročajo predvsem antropofilni dermatofiti (T. rubrum, T. mentygrophytes). Ta bolezen je razširjena po vsem svetu, pogostejša pa je v tropskih predelih. Moški zbolevajo pogosteje kot ženske. Lahko je posledica prenosa iz predhodne glivične okužbe stopala, ali pa pride do okužbe prek perila ali z drugimi okuženimi predmeti (največkrat v športnih objektih in kopališčih). K okužbi prispeva močnejše znojenje pri ljudeh s povečano telesno težo. Najprej se pojavijo rdeče lise ali plošče, ki so ostro omejene od okolice in se širijo na notranjo stran stegen in kožo mošnje. Spremembe srbijo in se luščijo. Z napredovanjem okužbe se vnetje v sredini spremembe umiri. Vnetni rob je še vedno poudarjen in na njem so lahko mehurčki (vezikule). Kasneje se okužba lahko razširi tudi na trebuh in zadnjico. Navadno zadostuje lokalno zdravljenje.

### Dermatofitija stopala (tinea pedis)
Tinea pedis (atletsko stopalo, mikoza stopala) je največkrat posledica okužbe z T. rubrum in T. mentagrophytes. Mikoza stopala je ena najpogostejših glivičnih okužb – v splošni populaciji zanjo oboleva približno 20 % ljudi, v nekaterih skupinah (športniki, rudarji) pa celo več. Ljudje z glivično okužbo stopal odlagajo spore gliv, ki potem okužijo druge, zdrave ljudi. Najpogosteje se okužbe prenašajo v raznih kopališčih, skupnih umivalnicah, zdraviliščih ali športnih objektih. Za okužbo je potrebno zmehčanje (maceracija) kože med prsti. Pogosteje obolevajo moški in ljudje srednjih let. Okužbi stopal, ki traja več let, se pogosto pridruži še okužba nohtov (onihomikoza). Ločimo 4 oblike okužbe, vse pa pogosto spremlja srbenje:
- Okužba kože med prsti (interdigitalna okužba)

Ta oblika je najpogostejša in se po navadi začne v tretjem in četrtem medprstnem prostoru z luščenjem kože. Bolniki lahko luščenje spregledajo, ker je lahko zelo diskretno. Pojavijo se tudi mehurčki (vezikule), plitke razjede (erozije) in razpoke (ragade). Okužba se lahko širi na zgornjo (iztezno, hrbtno) stran prstov ali stopala. Glivični okužbi se (predvsem v poletnih mesecih) pridruži še bakterijska okužba.
- Dishidroziformna oblika

Najprej se na podplatu ali prstih nog pojavijo srbeči mehurčki (vezikule) na pordeli koži. Vsebina mehurčkov je sprva bistra, kasneje pomotni. Spremembe dajejo vtis gnojih mehurčkov (pustul). Mehurčki se osušijo in počijo, nato sledi luščenje. Poleti se stanje navadno poslabša.
- Oblika z luskami in čezmerno poroženelostjo kože (skvamozno-hiperkeratotična oblika)

Ta oblika okužbe je redka, kronična in odporna na zdravljenje. Na podplatu, peti in robovih stopal je koža pordela in pokrita z debelim slojem lusk. Včasih so prisotne rudi boleče razpoke (ragade) in bakterijske okužbe.
- Oblika z rdečino in luskami (eritematoskvamozna oblika)

Na zgornji strani (hrbtišču) stopal se pojavijo rdečkaste (eritematozne) spremembe z luščenjem. Spremembe se ne razlikujejo od sprememb pri dermatofitiji telesa.
Mikoze stopal se zdravijo z antimikotiki v kremah, približno en mesec.

### Dermatofitija rok (Tinea manuum)
Najpogostejši povzročitelj mikoze rok je T. rubrum, redkeje T. mentagrophytes. Okužba se na dlani najpogosteje prenese z okuženih stopal. Spremembe so sprva prisotne na eni roki, nato na obeh in so podobne spremembam na stopalu. Na dlaneh in na iztezni strani prstov rok se pojavi prekomerno poroženevanje (hiperkeratoza) z drobnim luščenjem. Prisotna je lahko tudi rdečina (eritem). Za dishidroziformno obliko so značilni srbeči mehurčki, ki so lahko gnojni. Mehurčki so na pordeli koži in se kasneje pričnejo luščiti. Med prsti se lahko pojavijo plitke razjede (erozije). Zdravi se lahko z antimikotiki v kremah (kot pri okužbi stopal), pogosteje pa je treba uporabiti še sistemske antimikotike.

### Dermatofitija nohtov (Tinea unguium)
Tinea nohtov pomeni glivično okužbo nohtov z dermatofiti, medtem ko je onihomikoza širši pojem in pomeni okužbo nohta s katerokoli glivico. Najpogostejši povzročitelj tinee nohtov je T. rubrum, redkeje pa T. mentagrophytes. Glivične okužbe nohtov so pogoste, ocenjujejo, da za njimi oboleva vsaj 8% populacije. Pogosteje obolevajo starejši ljudje, tisti z obrobnimi (perifernimi) obolenji žilja, poškodbami nohtov, ortopedskimi nepravilnostmi stopal, povečanim potenjem in/ali imunsko oslabelostjo (npr. okužba s HIV). Verjetno je za nastanek okužbe pomembna tudi dednost. Najpogostejši povzročitelji okužbe nohtov na nogah so dermatofiti, okužbe nohtov na rokah pa pogosto povzročajo tudi kvasovke. Okužba nohtov je tesno povezana z okužbo stopal.
Najpogosteje se okužba nohtov z dermatofitijami kaže kot rumenkasto belo obarvanje nohta in z dvigom nohta od podlage zaradi prekomernega poroženevanja tkiva pod nohtom (distalno-lateralna subungvalna onihomikoza). Spremembe se najprej pojavijo na najbolj oddaljenem (distalnem) in stranskem (lateralnem) delu nohta, z leti pa se spremembe širijo na bližnje dele. Sčasoma se ves noht zadebeli ter postane rjavkasto črn in krhek. Redkejša oblika je proksimalna površinska onihomikoza, pri kateri je prizadeta le površina nohta, na kateri vidimo belkaste lise. Nezdravljene okužbe nohtov so stalen vir okužbe, spremenjeni (deformirani) nohti pa povzročajo bolečine pri hoji, bakterijske okužbe ter poslabšajo ortopedske nepravilnosti stopala. Okužbe nohtov je treba pozorneje obravnavati pri bolnikih s sladkorno boleznijo.
Antimikotiki v mazilu za lokalno zdravljenje so učinkoviti le pri začetnih oblikah, drugače pa je treba uporabiti sistemske antimikotike.

## Okužbe s kvasovkami
Najpomembnejši rod kvasovk, ki povzroča bolezni pri ljudeh, je rod Candida, zlasti je pomembna vrsta Candida albicans.  Poleg Candide sem spadajo še okužbe s kvasovkami rodu Malassezia (glej saprofitije zgoraj). Redkejše kvasovke, ki povzročajo okužbo pri ljudeh so iz rodov Trichosporon, Rhodotorula in Cryptococcus.

### Kandidoza
Kandidoza je glivična okužba s kvasovkami rodu Candida, najpogosteje s Candida albicans. Redkejši povzročitelji so C. tropicalis, C. parapsilosis, C. krusei in nekatere druge kandide. Poleg okužbe kože in sluznic lahko kandide povzročajo še sistemske okužbe. Ker je Candida albicans lahko del normalne flore prebavil in vagine, dokaz njene prisotnosti še ne potrjuje okužbe. Z antimikotiki zdravimo samo, kadar so prisotni klinični znaki okužbe.
- Intertriginozna kandidoza

To je pogosta okužba, ki se lahko razvije v vseh predelih kože, kjer je povečano znojenje in zmanjšano zračenje. Takšna mesta so v pregibih ter v gubah, posebno pri ljudeh s povečano telesno težo. Vlažna in topla koža je ugodna za razmnoževanje kvasovk, zlasti, kadar je okvarjena zaradi drgnjenja ali zmehčanja (maceracije). Koža je pordela, v sredini pa rahlo razjedena (erodirana) in zmehčana (macerirana). Rdečina se širi na obrobje, ob robu spremembe pa so bunčice in gnojni mehurčki (papule in pustule). Kožne spremembe srbijo in se luščijo. Zdravi se z lokalnimi antimikotiki.
- Medprstna (interdigitalna) kandidoza

Kandidoza med prsti je pogostejša pri ženskah in debelejših ljudeh, pri poklicih, ki zahtevajo pogost stik z vodo in ob sladkorni bolezni. Koža med prsti je pordela, lahko so prisotne boleče razpoke (ragade) in zmehčanje kože (maceracija), ob robovih spremembe pa je prisotno luščenje.
- Kandidoza nohtov in obnohtja

Ta okužba je pogostejša na nohtih rok in je kronična. Vnetje se zače v obnohtju, z bolečo oteklino in rdečino, iz katere lahko iztisnemo gnojni izcedek. Okužba nohta nastane kot posledica okužbe obnohtja. Noht spremeni barvo, postane moten, krhek, neravne površine, se sčasoma zadebeli in spremeni obliko (deformira).
- Kandidoza ustne sluznice, soor ali afte

Kandidoza v ustni votlini se lahko pojavi že pri novorojenčkih, kadar se okužijo med porodom, drugače pa je ta bolezen bolj oportunistična, se pravi, da se pojavlja pri ljudeh z oslabljenim imunskim sistemom (bolniki s HIV, bolniki po presaditvi organov...). Pogosteje se pojavlja tudi ob jemanju antibiotikov s širokim spektrom delovanja, ob nošenju proteze in ob boleznih ustne sluznice z razjedami. Najpogostejša je akutna kandidoza s psevdomembranami. Kaže se s pojavom belkastih oblog na pordeli sluznici, lahko tudi na jeziku, dlesnih in trdem nebu. Pri bolnikih z zelo oslabljenim imunskim sistemom se lahko pojavijo tudi bolj ali manj plitve razjede (erozije in ulceracije), vnetje pa se lahko razširi iz ust na požiralnik, kar otežuje hranjenje. Kadar so na sluznici prisotne samo rdečkaste (eritematozne) lise, ki pečejo, govorimo o eritematozni kandidozi, ki je lahko akutna ali kronična. Med najpogostejše oblike ustne kandidoze spada tudi kandidoza ustnih kotov (angulus infectiosus oris). Za to obliko so značilne boleče razpoke (ragade), rdečina (eritem), belkaste obloge in luščenje v ustnih kotih. Pri zdravljenju ustnih kandidoz je poleg lokalnih antimikotikov potrebna še temeljita higiena ustne sluznice.

## Okužbe s plesnimi
Plesni pri ljudeh le redko povzročajo glivične okužbe. Ker so na koži lahko prisotne naključno, njihova osamitev (izolacija) še ne pomeni dokaz bolezni. Okužbe s plesnimi so pogostejše v tropskih krajih zaradi tople in vlažne klime. V Evropi najpogosteje povzročajo okužbe nohtov in stopal, ki se včasih lahko pridružijo prvotni okužbi nohtov z dermatofiti in kvasovkami. V naših krajih sta za okužbe najpomembnejša Scopulariopsis brevicaulis in Aspergillus spec. Okužb nohtov in kože s plesnimi glede na videz ne moremo ločiti od okužb z drugimi glivami. Za to je potreben mikološki pregled vzorca tkiva. Ker so plesni pogosto odporne na antimikotike, je potrebno dolgotrajno zdravljenje s širokospektralnimi antimikotiki, pri okužbah nohtov pa je včasih treba noht kirurško odstraniti.